# Alena Spejchalová
Alena Spejchalová (* 12. prosinec 1945 Praha) je československá hráčka basketbalu (vysoká 182 cm). Je zařazena na čestné listině zasloužilých mistrů sportu. V roce 2007 byla uvedena do Síně slávy České basketbalové federace.
Za basketbalové reprezentační družstvo Československa hrála celkem 145 utkání v letech 1964 až 1973 a má významný podíl na dosažených sportovních výsledcích. Zúčastnila se Mistrovství světa v roce 1971 a čtyřikrát Mistrovství Evropy v basketbale žen, na nichž získala celkem tři medaile, z toho jednu stříbrnou za druhé místo na MS 1971 a dvě bronzové medaile za třetí místa (ME 1964, 1972).
V československé basketbalové lize hrála celkem 13 sezón (1963–1976) za Slavia VŠ Praha, v nichž s týmem získala v ligové soutěži celkem 8 medailových umístění, dva tituly mistryně Československa (1970, 1973) a za umístění na 2. a 3. místě dalších tři stříbrné a tři bronzové medaile. S týmem Slavia VŠ Praha startovala v šesti ročnících FIBA evropských basketbalových pohárů. V Poháru evropských mistrů s týmem hrála dvakrát ve čtvrtfinálové skupině (1970/71, 1973/74). V Poháru vítězů národních pohárů (PVP) v sezóně 1971/72 s týmem hrála ve čtvrtfinálové skupině, v následující sezóně 1972/73 skončil tým na 2. místě, když prohrál až ve finále se Spartakem Leningrad. V Evropském poháru Liliany Ronchettiové (nynější Eurocup) s týmem hrála v sezóně 1974/75 ve čtvrtfinálové skupině, v následující sezóně 1975/76 se tým stal vítězem poháru, když ve finále porazil jugoslávský Záhřeb.,

## Sportovní kariéra
- Klub: celkem 13 ligových sezón a 8 medailových umístění: 2x 1. místo (1970, 1973), 3x 2. místo (1971, 1972, 1975), 3x 3. místo (1968, 1969, 1974)
- 1962-1976 Slavia VŠ Praha 14 sezón: 2x mistryně Československa (1970, 1973), 3x 2. místo (1971, 1972, 1975), 3x 3. místo (1968, 1969, 1974), 4. místo (1964), 3x 5. místo (1963, 1965, 1976), 6. místo (1967), 7. místo (1966)
- od zavedení evidence podrobných statistik ligových zápasů (v sezóně 1961/62) zaznamenala celkem 3285 ligových bodů
- Československo: 1964–1973 celkem 145 mezistátních zápasů, z toho na MS a ME celkem 195 bodů v 30 zápasech
- Mistrovství světa: 1971 Sao Paolo, Brazílie (56 /9), na MS celkem 56 bodů v 9 zápasech
- Mistrovství Evropy: 1964 Budapešť (38 /6), 1968 Messina, Itálie (12 /2), 1970 Rotterdam, Holandsko (51 /7), 1972 Varna, Bulharsko (38 /6), na ME celkem 139 bodů ve 21 zápasech
- úspěchy:
- Mistrovství světa v basketbalu žen: 2. místo (1971)
- Mistrovství Evropy v basketbalu žen 2x 3. místo (1964, 1972) , 5. místo (1970), 9. místo (1968)
- FIBA Evropský pohár Liliany Ronchettiové (nynější Eurocup) s týmem Slavia VŠ Praha v roce 1976 vítěz soutěže,
- FIBA Pohár vítězů pohárů, s týmem Slavia VŠ Praha v roce 1973 prohra až ve finále tohoto poháru proti Spartak Leningrad.